# سيليان (النرويج)
سيليان هي بلدية في مقاطعة تلمارك، النرويج. تعد جزءاً من منطقة غرينلاند التقليدية. المركز الإداري للبلدية هي قرية سيليان. تجاور البلدية شين من الشمال الشرقي وتحد مقاطعة بوسكرود من الشمال ومقاطعة فستفولد في الشرق.